# Renata Imbriani
Renata Imbriani é uma atriz brasileira de cinema, teatro e televisão. Sua carreira iniciou em 1989, na peça "Deus", baseada no texto de Woody Allen, e com direção de Daniel Ramirez. 
Venceu o Prêmio APETESP de "Melhor Atriz Coadjuvante" pela peça "Deus" e o Prêmio Mapa Cultural de São Paulo pela peça As Troianas, de Eurípedes.

## Filmografia

### Televisão
| Ano  | Título                    | Personagem       | Notas                                         |
| ---- | ------------------------- | ---------------- | --------------------------------------------- |
| 2008 | Toma Lá, Dá Cá            | Estela           | Episódio: "Milagre no Jambalaya"              |
| 2010 | S.O.S. Emergência         | Vera             | Episódio: "Um Paciente Indigesto"             |
| 2011 | Aquele Beijo              | Josélia          |                                               |
| 2013 | Pé na Cova                | Mulher no caixão | Episódio: "Se Houver Amanhã"                  |
| 2013 | Malhação Casa Cheia       | Irmã Imaculada   |                                               |
| 2014 | Sexo e as Negas           | Drª Rosa         | Episódio: "O Encaixe"                         |
| 2014 | Alto Astral               | Rose             |                                               |
| 2015 | Babilônia                 | Cássia           |                                               |
| 2017 | A Vida Secreta dos Casais | Vera             | Episódio: "Não existe lugar seguro na cidade" |
| 2019 | Verão 90                  | Marta            |                                               |
| 2022 | Não Foi Minha Culpa       | Médica           | Episódio: "Ana Luísa"                         |
| 2022 | Além da Ilusão            | Maria Silvia     |                                               |
| 2023 | Terra e Paixão            | Sueli            |                                               |

### Cinema
| Ano  | Título                   | Personagem        | Notas           |
| ---- | ------------------------ | ----------------- | --------------- |
| 2004 | Desapropriado            | —                 | Curta-metragem  |
| 2010 | Chico Xavier             | Tânia             | Longa-metragem  |
| 2022 | Primavera                | Dolores Paraguaia | Longa-metragem  |
| 2024 | Tremembé                 | Roseli            | Série           |
| 2024 | A revolução de Sabrina B | Silvana           | Curta -metragem |

## Teatro
| Ano       | Título                              | Direção                            |
| --------- | ----------------------------------- | ---------------------------------- |
| 1989      | Deus                                | Daniel Ramirez                     |
| 1991      | Em Família                          | Daniel Ramirez                     |
| 1994-1996 | As Troianas                         | Walter Portela                     |
| 1995-1996 | La Fontaine em Fábulas              | Gatti / Pando                      |
| 1997-1998 | Forróbodó                           | Wladmir Capella                    |
| 2003      | Pequeno Livro das Páginas em Branco | Jaime Celibert                     |
| 2003-2004 | Quinta dos Inferno                  | Helen Helene / Sérvulo Augusto     |
| 2008      | Ilustríssimo filho da Mãe           | Márcio Aurélio                     |
| 2008      | Hoje me chamo Dinorah               | Cininha de Paula                   |
| 2009      | 100 Comentários                     | Roger Carlomagno                   |
| 2014      | Luiz & Nazinha                      | Diego Morais                       |
| 2017      | Histórias Invisíveis                | —                                  |
| 2024      | Deus pelo avesso                    | Renata Imbriani - Yasmim Gomlevsky |
| 2024      | Entrelaços                          | Renata Imbriani                    |